# Bungur (Rangsang)
Bungur is een bestuurslaag in het regentschap Kepulauan Meranti van de provincie Riau, Indonesië. Bungur telt 4131 inwoners (volkstelling 2010).